# Kim Herring
(en) Statistiques sur pro-football-reference
Kimani Masai Herring, né le 10 septembre 1975 à Détroit, est un joueur américain de football américain.

## Biographie

### Enfance
Herring étudie à la Solon High School de Solon de l'Ohio, le même établissement que Jim Mandich, triple vainqueur du Super Bowl,.

### Carrière

#### Université
Il entre à l'université d'État de Pennsylvanie et joue dans l'équipe de football américain de 1993 à 1996. Sous les ordres de Joe Paterno, Herring est dans l'équipe invaincue des Nittany Lions de 1995, remportant le Rose Bowl. Il est capitaine d'équipe, décrochant une nomination dans une équipe All-Americann et une autre pour la Big Ten Conference. Au moment de son départ de l'université, il est le quatrième meilleur intercepteur de l'histoire de Penn State avec treize interceptions. 

#### Professionnel
Kim Herring est sélectionné au deuxième tour de la draft 1997 de la NFL par les Ravens de Baltimore au cinquante-huitième choix. Après une première année comme remplaçant, il devient titulaire dès la saison 1998 ainsi qu'un élément incontournable de la défense des Ravens, interceptant une passe lors du Super Bowl XXXV remporté par Baltimore,. Libre après cette victoire, il signe un contrat de cinq ans avec les Rams de Saint-Louis et apparaît lors du Super Bowl XXXVI contre les Patriots de la Nouvelle-Angleterre mais ne parvient pas à remporter sa deuxième bague,. Après deux saisons pleines, il est résilié par les Rams à l'aube de la saison 2003.
En 2004, Herring fait son retour en NFL, avec les Bengals de Cincinnati, signant un contrat de cinq ans et garde une place de titulaire sur le terrain,. Le safety fait une saison 2005 vierge et est résilié lors de la pré-saison 2006 du fait d'une blessure à l'épaule,.